# Kaposvár–Fonyód-vasútvonal
A Balaton déli partját a Belső-Somoggyal összekötő Kaposvár–Fonyód vasútvonal a MÁV 36-os számú, egyvágányú, nem villamosított fővonala.

## Történet
A Kaposvárról kiinduló, 54 km hosszú helyiérdekű vasútvonalat 1896. július 15-én nyitották meg, az üzletkezelését a MÁV látta el, külön szerződés alapján. A Belső-Somogy északi részére jellemző dombvidéki terepen, többnyire folyóvölgyekben haladó vonal viszonylag kevés földmunkával, 23,6 kg/fm tömegű, „i” sínekből épült. Az 1960-as években új 48 kg/fm-es sínekből és vasbeton aljakból teljesen átépült a vonal. Ekkor a teljes vonalon 80 km/h volt a megengedett legnagyobb sebesség. Az átépítés csak a szükséges mértékben érintette a biztosítóberendezést, így ma is a régi készülékek működnek. A forgalmasabb közúti kereszteződésekben önműködő fénysorompókat telepítettek. A vonal teljes hosszán állomástávolságú közlekedés van érvényben. A kitérők váltózárral felszerelt helyszíni állításúak. Az 1990-es évektől az alakjelzőket biztosított és nem biztosított fényjelzőkre cserélték. A vasútvonal a kezdetektől egészen az 1990-es évek végéig jelentős teherforgalmat bonyolított le mind helyi és távolsági minőségben. 2009-ig a kaposvári cukorgyárba érkező répavonatok ezen a vasútvonalon közlekedtek, majd a leromlott pályaállapotok miatt ezeket kerülő útvonalakra irányították. Árufuvarozást napjainkban csak két állomáson vállal a Rail Cargo Hungaria: Somogyjádon és Somogyváron. A balatoni üdülőszezonban a távolsági utasforgalom jelentős. A Pécs és Bátaszék felől érkező távolsági fürdősvonatok mind ezen a vonalon érték el a magyar tengert. Szombathely ill. Tapolca felől szintén fürdősvonatok közlekedtek a Balaton érintésével egészen Kaposvárig, korábban Pécsig is. Hivatásforgalomban közepes forgalmat bonyolít a vasútvonal elsősorban kaposvári úticélokkal.

## A vasútvonal jelene
Várda és Somogyjád épületei lakatlanok, a többiben jellemzően vasutasok és a családjaik élnek. Vonatkeresztezési lehetőség napjainkban Kaposfüreden, Osztopánban és Lengyeltótiban van. 2009-ben Öreglakon a mellékvágányokat felszedték, a kitérők helyére folyóvágányt építettek be, ezzel párhuzamosan a forgalmi szolgálat is megszűnt az állomáson. Hasonló sorsra jutott később Somogyjád is, viszont egy vágányt rakodásra fenntartanak. Korábban Somogyvárott is volt vonatkeresztezési lehetőség, majd a III. vágányt kizárták a forgalomból és a kereszteket áthelyezték Osztopánba ill. Lengyeltótiba. A mai Feketebézseny helyén kétvágányos állomás volt, melyet az 1990-es években szintén felszámoltak. 2005-ben az M7-es autópálya építésekor a megállóban nyíltvonali rakodóhelyet létesítettek, az építőanyagokat javarészt vasúton szállították a helyszínre. A megállónál új felüljáró is épült az autópálya számára. A kétezres évek elején a 61-es főút Kaposvárt elkerülő szakaszának létesítésekor az útpályát egy bevágásba süllyesztették. A vasút számára Kapostüskevár és Kaposfüred között acélszerkezetű hidat építettek. Napjainkban a vonalon két pár távolsági gyorsvonat közlekedik: az egyik a klasszikus Pécs-Kaposvár-Fonyód-Tapolca fürdősvonat, a másik a Celldömölk-Fonyód-Kaposvári. A távolsági vonatokat a MÁV-Start közlekedteti jellemzően 418 sorozatú (Csörgő) mozdonyokkal, helyi forgalomban 117 sorozatú (Bézé) szerelvények közlekednek. A vonatok átlagos menetideje a két végállomás között másfél óra. 2014-től rendre felmerült a vasútvonal fejlesztésének gondolata. A felújítás a Dél-Balatoni vasútvonal 2016-ban kezdődött, Szántód-Kőröshegy és Balatonszentgyörgy között történő átépítéséből visszanyert és még jó állapotú használt anyagokból történt. A munkálatok 2016-ban kezdődtek meg Osztopán és Fonyód között. Az átépítés időszerű, mert a vonal jelentős részén 40 km/h-s sebességkorlátozásokat kellett bevezetni. A vasútvonal Pamuktól északra eső felén a pálya a Nagy-Berek keleti határán, jórészt mocsaras, ártéri vidéken vezet, ezért számos helyen súlyos vágánygeometriai hibák keletkeztek. Ezek kijavítása anyagi okok miatt évekig nem történt meg.
2016 szeptemberében a dél-balatoni vasútvonal felújításának harmadik ütemeként elkezdődött a Kaposvár–Fonyód vonal felújítása. A felújítás célja, hogy a vonalon visszaállítsa az eredeti 80 km/h sebességet a vonatközlekedésben, a felépítmények és a vágányzat javításával. A rekonstrukció 2018 őszéig tartott.
A 2020/2021. évi menetrendváltástól a vasútvonalon új menetrendi struktúra szerint közlekednek a vonatok. Kaposvár és Győr között 2 óránként közlekednek a Helikon Interrégió vonatok, naponta egy vonatpár illetve pénteken mindkét irányba, vasárnap pedig csak Pécs felé további 1 vonat közlekedik Pécs és Győr között. Egy Helikon Interrégió vonatpár pedig csak Kaposvár és Celldömölk között közlekedik. Az Interrégió vonatokon felül további személyvonatok közlekednek Kaposvár és Fonyód között. Május elejétől szeptember végéig naponta, az utószezon végétől november elejéig pedig csak hétvégente közlekedik a Fenyves Expressz vonatpár Pécs-Keszthely viszonylatban.
Az Interrégió vonatok jelenleg Siemens Desiro motorkocsikból vannak kiállítva, ezek hiánya esetén bzmot szerelvényekből kerülnek kiállításra. A személyvonatok bzmot szerelvényekből vannak kiállítva jellemzően 1 motor és 1 vagy két mellékkocsiból illetve szóló motorkocsiból kiállított személyvonat is van. Szerelvényforduló miatt a Siemens Desiro motorkocsik is közlekednek néhány személyvonaton. A Fenyves Expressz vonatpárt 418 sorozatú mozdony továbbítja melyen jellemzően 3-5 halberstadti kocsi közlekedik. 
Teherforgalom a vonalon napjainkban ritkábban van, Somogyjádon és Somogyváron van fa rakodás. Az őszi időszakban cukorrépa vonatok szoktak közlekedni a vonalon Szombathely felől. Más vonalon lévő vágányzár vagy egyéb okok miatt elő szokott fordulni, hogy néhány tehervonat illetve magánvasúti mozdony is ezt a vonalat használja. 
2021. szeptember 13-án feltételes megállási rend került bevezetésre Kapostüskevár, Várda, Somogyjád, Pamuk, Somogyvár, Öreglak, Tatárvár és Pusztaberény állomáson és megállóhelyeken.

## Nyomvonal-korrekció
Az 1960-as években a 80 km/h sebesség elérése érdekében nyomvonal-korrekciók történtek. Várda és Somogyjád térségében a jelentős emelkedőket kívánták csökkenteni. A nyomvonal-korrekció során Somogyjád állomását a település központjából félreeső külterületre helyezték át. Az intézkedés akkoriban jelentős közfelháborodást keltett. A munkálatok számottevő földtömeg megmozgatásával jártak, több ponton hosszú bevágásokat, illetve az új somogyjádi állomás közelében ívben fekvő vasúti töltést kellett építeni. Somogyvár Fonyód felé eső végén a korábbi kis sugarú ívet új nyomvonalon egy nagyobb sugarúval váltották ki. Osztopán állomáson szintén kiváltásra került egy kis sugarú ív a Kaposvár felőli oldalon, így az állomás vágányzatát módosítani kellett. Megfigyelhető, hogy a régi felvételi épület tengelye nem esik egybe a vágányokéval. Napjainkra a régi nyomvonalakat visszahódította a természet, pár helyen lelhetők csak fel beton átereszek, illetve a szinte járhatatlan ösvények.  

## Galéria

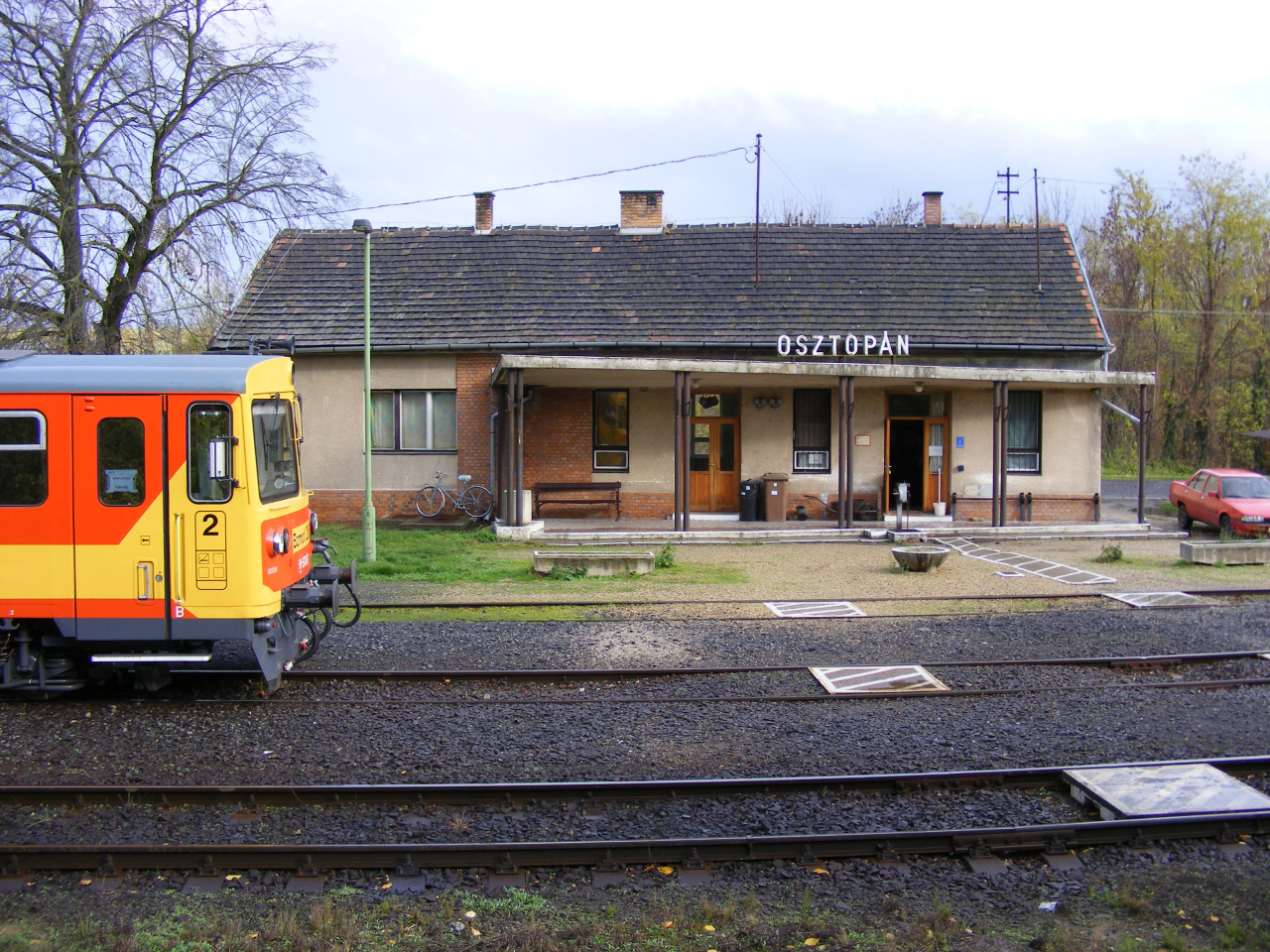
Osztopán vasútállomása
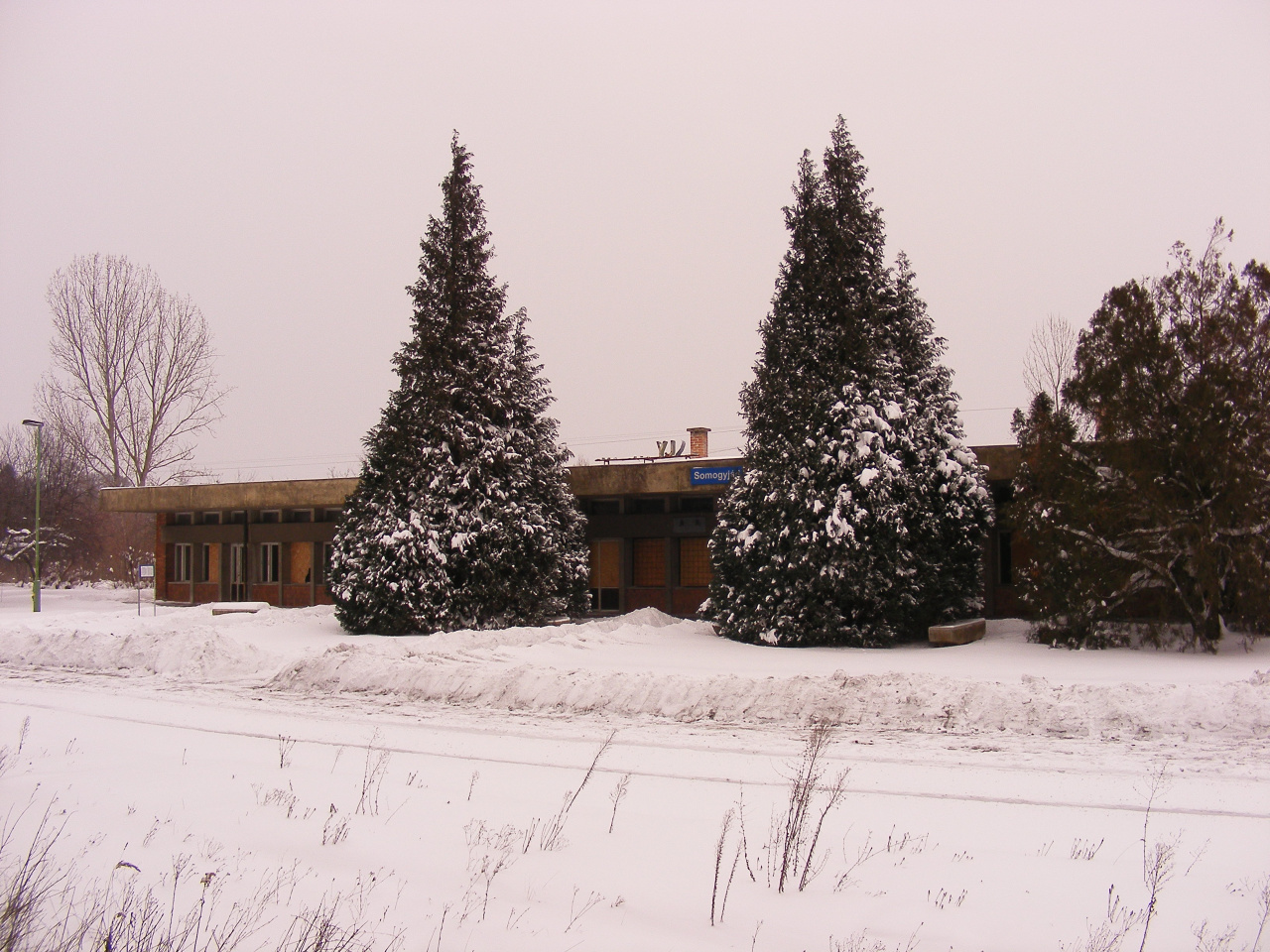
Somogyjád vasútállomása
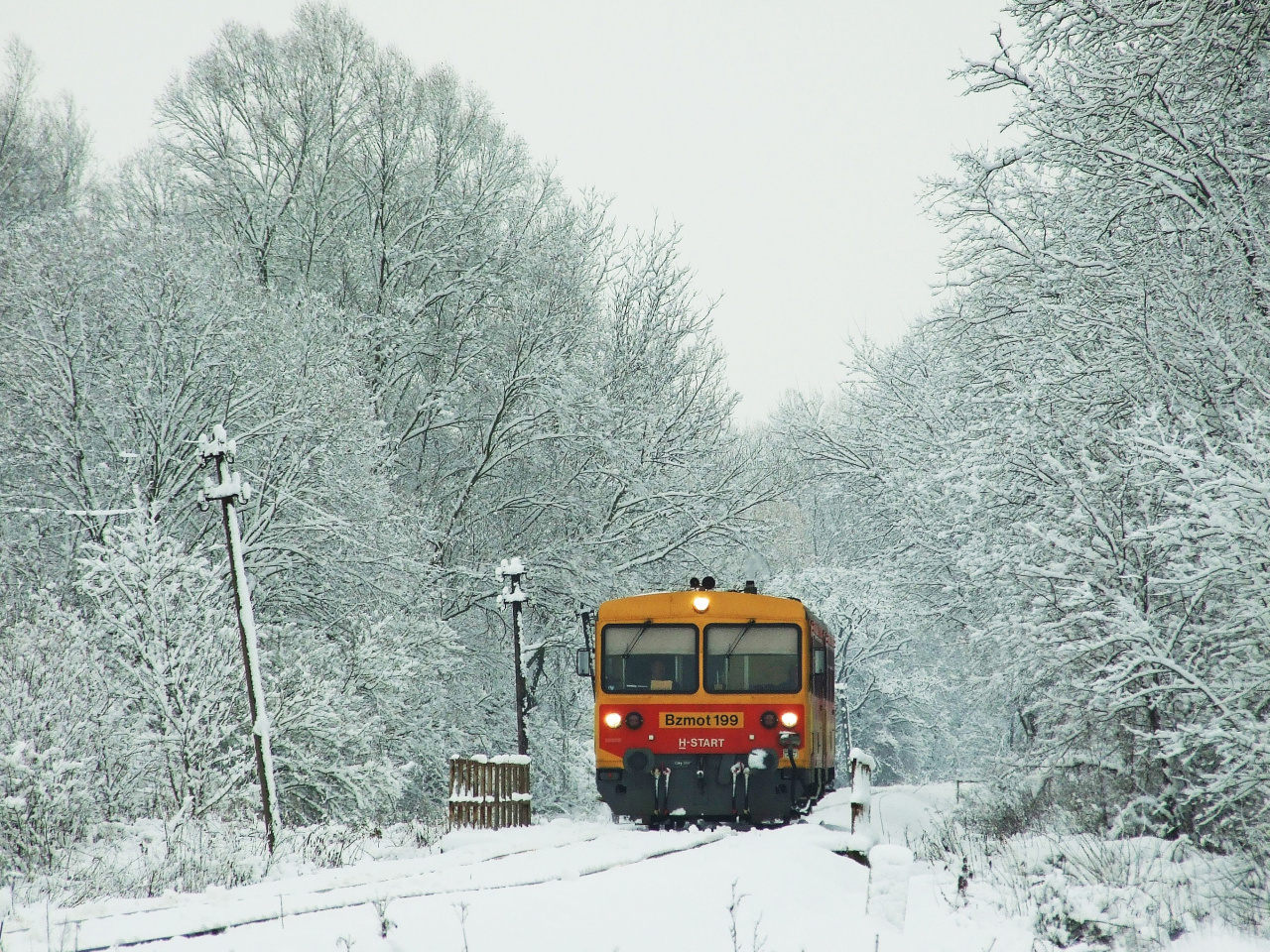
Személyvonat Pamukon
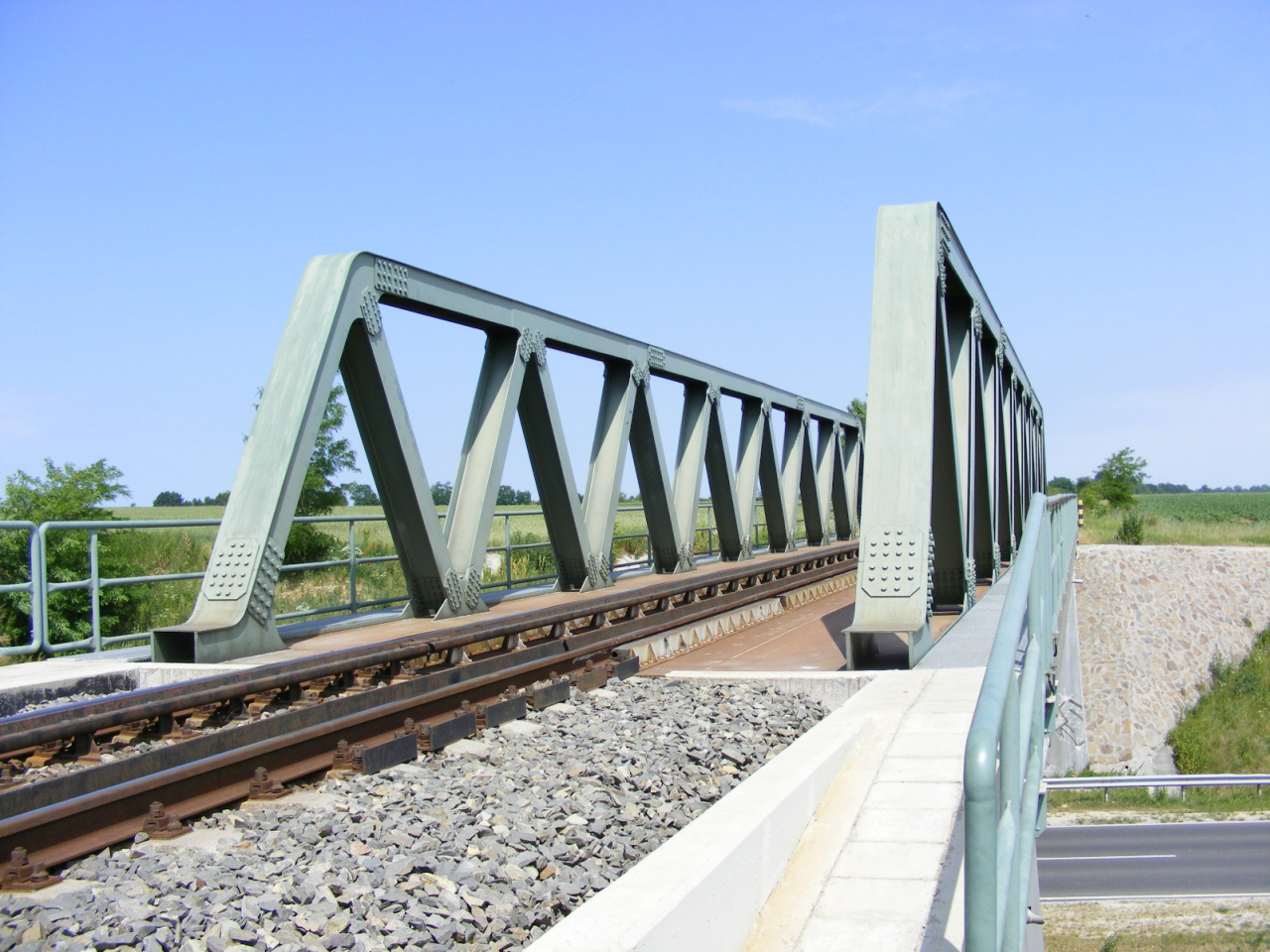
A 61-es főút feletti vasúti híd Kaposfüred határában
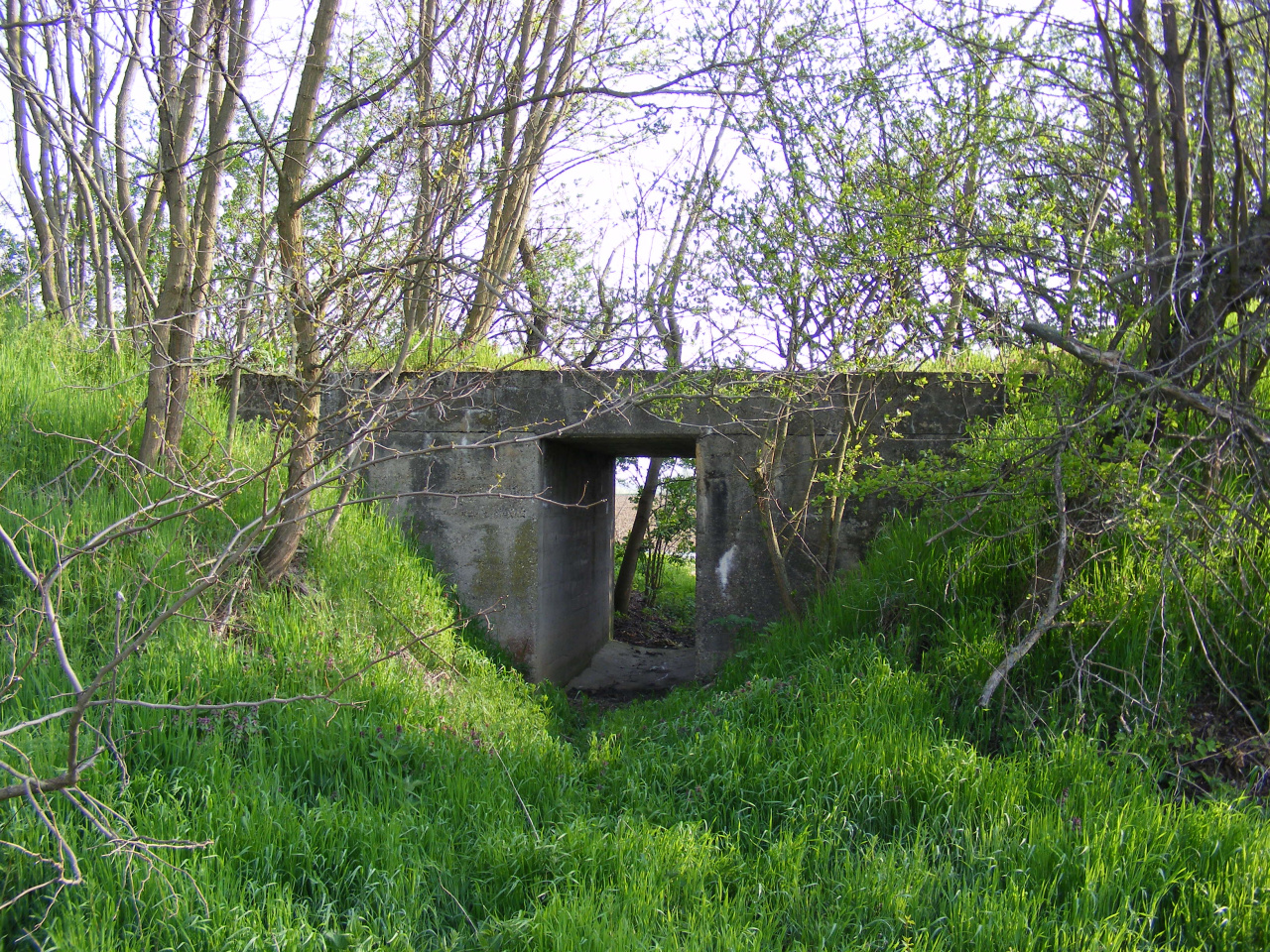
Felhagyott vasbeton áteresz Somogyjád közelében
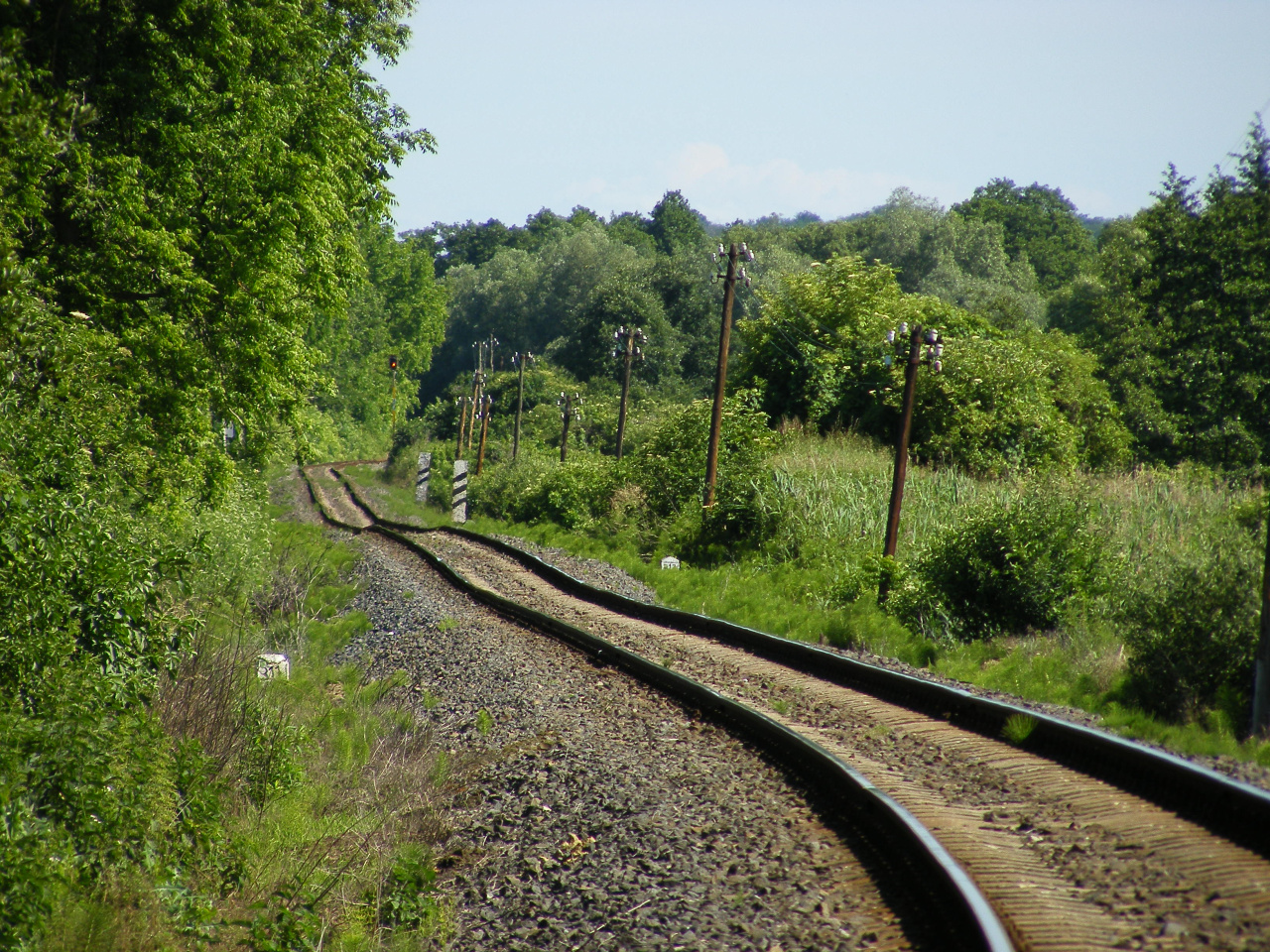
Vágánygeometriai hibák Pamuk közelében a felújítás előtt